# Charles de Monchy

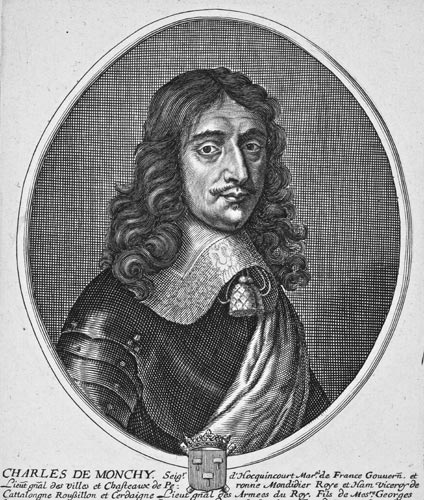
Charles de Monchy, d’Hocquincourt, anonym, 17. Jahrhundert

Charles de Monchy, marquis d’Hocquincourt († 13. Juni 1658 bei Dünkirchen) war ein französischer Adliger und Militär, der bis zum Marschall von Frankreich (Maréchal d’Hocquincourt) befördert wurde – und vier Jahre später die Seiten wechselte.

## Leben
Charles de Monchy war der Sohn von Georges de Monchy, Seigneur d’Hocquincourt, und Claude de Monchy, Dame d’Aussennes et d’Inquessen. Der Marschall Jacques Rouxel de Médavy wurde 1624 sein Schwager.
Am 21. November 1635 wurde er – nach der Demission des Comte de Blerencourt – zum Lieutenant-genéral von Santerre sowie Gouverneur von Péronne und Montdidier ernannt. Zugunsten seines Vaters gab er dieses Amt am 3. April 1639 ab und wurde am 26. April 1639 zum Maréchal de camp befördert. Im gleichen Jahr kämpfte er im Gefecht bei Morhange in der Lothringenarmee unter dem Oberbefehl des Comte de Hallier. 1640 wurde er in der gleichen Armee an den Grenzen der Champagne eingesetzt, die er ins Feldlager von Arras führte, das von den Marschällen Chaulnes, Châtillon und La Meilleraye belagerte wurde (2. August 1640).
1641 diente er unter Châtillon und Brézé und kämpfte am 6. Juli (unter Châtillon) in der Schlacht von La Marfée. 1642 wurde er Grand Prévôt de l’Hôtel du Roi durch Demission seines Vaters. Am 6. März 1642 kommandierte er unter Marschall La Mothe die Nachhut in der Schlacht bei Villefranche en Roussillon, wobei 1300 Soldaten des Gegners fielen und 300 gefangen genommen wurden. 1644 nahm er an der Belagerung von Gravelines teil. Am 10. März 1645 wurde er – nach dem Tod seines Vaters – erneut zum Gouverneur von Péronne, Montdidier und Roye ernannt, am 15. September – ebenfalls als Nachfolger seines Vaters – zum Louvetier du Boulonnais und am 12. Dezember zum Lieutenant-général des Armée du Roi. Anschließend diente er unter Turenne in der Deutschlandarmee.
Ab 5. Februar 1646 wurde er erneut in der Deutschlandarmee eingesetzt. 1647 nahm er an der Eroberung mehrerer Städte in Württemberg (Schorndorf, Hohentübingen (Januar bis März 1647)) und Luxemburg teil. 1648 kämpfte er bei der Aufhebung der Belagerung von Worms durch die Kaiserlichen und die Spanier und bei der Niederlage Melanders und Montecuccolis in der Schlacht bei Zusmarshausen (17. Mai 1648).
Ab 25. Mai 1650 wurde er als Lieutenant-général in der Armee Le Plessis-Praslins eingesetzt, am 30. Mai erhielt er den Auftrag, ein Kavallerieregiment seines Namens aufzustellen. Am 15. Dezember 1650 kommandierte er den linken Flügel der königlichen Armee in der Schlacht bei Rethel, in der der aufständische Turenne geschlagen wurde. Am 4. Januar 1651 wurde er zum Marschall von Frankreich ernannt, den zugehörigen Eid leistete er bereits am Tag darauf.
Am 9. Februar 1652 wurde er nach der Demission des Sieur du Buisson zum Gouverneur von Ham ernannt, am 19. Februar zum Kommandeur von Le Buissons Regiment, das in Ham stationiert war. Am 7. April 1652 wurde er in der Schlacht bei Bléneau von Louis de Condé geschlagen, der zu dieser Zeit in spanischen Diensten stand. Am 4. Mai 1652 kämpfte er in der Schlacht bei Étampes. Am 2. Juli wurde er nach der Demission des Comte de Carvoisin zum Gouverneur von Roye ernannt. Am 28. Dezember erhielt er den Auftrag, ein Füsilierregiment seines Namens aufzustellen.
Am 26. Mai 1653 wurde er nach der Demission des Marschalls La Mothe zum französischen Vizekönig von Katalonien und Commandant en chef der dortigen Armee ernannt, im September gab er das Kommando über sein Kavallerieregiment zugunsten seines Bruders ab, übernahm stattdessen am 6. September das Infanterieregiment, dessen Führung durch den Tod des Vicomte de Mazancourt vakant geworden war. Zuvor hatte er im Juli die Belagerung von Girona begonnen, die er am 25. September aufhob, nachdem es den Spaniern am 24. September gelungen war, Lebensmittel in die Stadt zu bringen, und er aufgrund großer Hitze einen Teil seiner Kavallerie eingebüßt hatte.
Er bekam den Auftrag, Nachschub (Munition und Lebensmittel) nach Roses zu bringen, und wurde am 3. Dezember 1653 bei Bordils vom Gegner angegriffen, der dabei 1300 Männer verlor (500 Gefallene und 800 Gefangene). Danach gelang es ihm, Roses mit dem erforderlichen Nachschub zu versorgen.
Am 4. Mai 1654 wurde er zum Kommandeur der Katalonienarmee unter dem Prince de Conti ernannt, dann aber mit Befehl vom 10. Juni in Flandern eingesetzt, wohin er 4000 Infanteristen und 2000 Kavalleristen führte, um beim Entsatz des durch die Spanier belagerten Arras zu unterstützen. Er verjagte den Gegner aus der Abtei Saint-Eloy und kommandierte beim Angriff von 25. August den rechten Flügel. Allerdings wurde er beim Versuch, Condés Abzug nach Norden aufzuhalten, von diesem geschlagen. Nach dem Ende des Feldzugs wurde sein Füsilierregiment aufgelöst.
1655 gelang es der verwitweten Duchesse de Châtillon, Hocquincourt dazu zu bewegen, auf die Seite der Fronde überzuwechseln. Im Dezember 1655 trat er vom Gouvernement Péronnes zugunsten seines Sohnes zurück, im Januar 1656 vom Gouvernement Hams und des Régiments, das dort stationiert war. Als er dann versuchte, Péronne zu besetzen, um es den mit den Frondeuren verbündeten Spaniern auszuliefern, widersetzte sich ihm sein Sohn.
Zwei Jahre später, im Mai 1658, wurde er von den Spaniern mit dem Kommando beim Entsatz des belagerten Dünkirchen betraut, wo er am 13. Juni 1658 – dem Tag vor der entscheidenden Schlacht in den Dünen – durch fünf Musketenschüsse getötet wurde, als er die französischen Linien inspizieren wollte.
Er wurde in der Kirche Notre-Dame de Liesse bestattet.

## Ehe und Familie
Charles de Monchy heiratete per Ehevertrag am 7. November 1628 Eléonore d’Estampes († 27. Mai 1679 in Plainville bei Montdidier, 72 Jahre alt), Tochter von Jacques d’Estampes. Seigneur de Valençay, und Louise Blondel (Haus Estampes). Ihre Kinder sind:
- Georges de Monchy († Dezember 1689), Marquis d’Hocquincourt, Ritter im Orden vom Heiligen Geist (1688), Gouverneur von Péronne, Lieutenant-général des Armées du Roi (1655), Mestre de camp du Régiment de Bretagne; ⚭ 1660 Marie Molé († Januar 1694), Tochter von Jean Molé, Seigneur de Juzanvigny, und Jeanne Gabrielle Molé
- Armand de Monchy († 30. Oktober 1679 in Paris), Bischof von Verdun, Abt von Saint-Vanne de Verdun und Notre-Dame de Bohéries, geweiht am 6. Mai 1668
- Jacques de Monchy (X 1652 bei der Belagerung von Angers)
- Dominique de Monchy, genannt le Chevalier d’Hocquincourt († ertrunken 28. November 1665 in der Seeschlacht bei Porto Delfino), 1637 Malteserordensritter
- Honoré de Monchy († Rom), Malteserordensritter
- Gabriel de Monchy, genannt le comte d’Hocquincourt († 25. Juli 1675 in Gramshusen, 32 Jahre alt, beim Angriff auf die Kirche durch einen Musketenschuss in den Kopf), Kommandant der Dragoner der Königin
- Claude de Monchy, Nonne in Chelles
- Marguerite de Monchy († Oktober 1666), Kanonikerin in Remiremont.